# Amedy Coulibaly
Pour les articles homonymes, voir Coulibaly.
Amedy Coulibaly, né le 27 février 1982 à Juvisy-sur-Orge dans l'Essonne et mort le 9 janvier 2015 à Paris, est un terroriste islamiste français, un des auteurs des attentats de janvier 2015 en France.
Délinquant multirécidiviste, Amedy Coulibaly passe de la petite délinquance à la grande criminalité puis se convertit à l'islam radical. Il devient, avec Chérif Kouachi, l'un des deux principaux disciples de Djamel Beghal, selon les rapports de la sous-direction anti-terroriste. Il est incarcéré en 2010 avec Beghal pour son implication dans une tentative d'évasion du terroriste islamiste Smaïn Aït Ali Belkacem. Le 8 janvier 2015, au lendemain de l'attentat contre le journal Charlie Hebdo commis par les frères Kouachi, il tue la policière Clarissa Jean-Philippe à Montrouge et blesse grièvement un agent de voirie. Le jour suivant, il commet une prise d'otages dans une supérette casher située porte de Vincennes à Paris, en se réclamant de l'État islamique, assassinant quatre personnes de confession juive, dont trois clients et un employé. Il est finalement tué à 17 h 12 lors de l'assaut donné par le RAID et la BRI.

## Biographie

### Enfance, petite délinquance et grande criminalité
Né en France dans une famille originaire du Mali, Amedy Coulibaly est le septième enfant, et seul garçon, d’une fratrie de dix. Il passe sa jeunesse dans le quartier de la Grande-Borne à Grigny. Ses proches parlent d'une « enfance heureuse et d'une scolarité moyenne ». 
Alors qu'il est lycéen en classe de première « bac pro », Coulibaly devient coutumier du braquage (vol de garage, de commerce). Ses proches expliquent son attitude par ses mauvaises fréquentations. Sa haine de la police pourrait provenir (ou être aggravée) par un sentiment d'injustice à la suite du décès de son complice et meilleur ami Ali Rezgui tué par un policier au cours d'un vol. Le fait se produit le 17 septembre 2000 à Combs-la-Ville alors qu'il s'enfuit à bord d'une camionnette chargée de motos volées et se dirige à vive allure vers un véhicule de police. Un policier stagiaire tire sur le camion, crève un pneu, puis tire vers l'intérieur du camion, tue le chauffeur et blesse Amedy Coulibaly. Le policier qui a tiré n'a pas été poursuivi par le parquet (non-lieu pour légitime défense),.
Coulibaly est plusieurs fois jugé et emprisonné pour vols aggravés à partir de 2001.
Un vol à main armée dans une agence BNP Paribas d'Orléans, le 7 septembre 2002, le mène devant la cour d'assises des mineurs du Loiret, où il est condamné, le 15 décembre 2004, à six ans de prison pour trafic de stupéfiants, recel, et pour le braquage de la banque. Alors qu'il est interpellé le lendemain à la suite du braquage de deux discothèques parisiennes vers 5 h du matin, Amedy Coulibaly est retrouvé porteur de billets de 5 € provenant d'une liasse piégée, volée durant le braquage de la banque. C'est en 2005, durant son incarcération à la prison de Fleury-Mérogis, qu'il fait la connaissance de Chérif Kouachi, emprisonné pour sa participation à la filière djihadiste des Buttes-Chaumont et de Djamel Beghal, qui est devenu en prison le « mentor » de ce dernier,,. Amedy Coulibaly se lie d'amitié avec Djamel Beghal qui se trouve pourtant à l'isolement, mais dans la cellule juste au-dessus de la sienne avec laquelle il communique,. Après sa sortie, Coulibaly devient dealer, ce qui lui vaut une nouvelle peine de prison d'un an et demi en 2006.
En 2007, pendant son incarcération, il organise, et participe au tournage clandestin d'un documentaire dénonçant les conditions de vie dans la prison de Fleury-Mérogis, documentaire dont il signe la dédicace sous son pseudonyme de « Hugo la masse » : « à ceux qui feront tout pour ne jamais aller en prison et ceux qui feront tout pour ne jamais y retourner ». Après sa remise en liberté, des extraits de ce documentaire font l'objet d'un reportage de l’émission Envoyé spécial en 2009 où il est interviewé. Un livre inspiré de ce documentaire intitulé « Reality Taule, au-delà des barreaux » (éditions Grignywood / icetream) met en vedette Amedy Coulibaly avec sa photo de dos en couverture.

### Sortie de prison, mariage religieux, réinsertion et nouvelles condamnations

#### Mariage religieux
À sa sortie de prison en juin 2007, la religion a éloigné Amedy Coulibaly de sa famille, qu'il qualifie désormais de « kouffars » (« mécréants » en arabe),,. Il se marie religieusement mais pas civilement le 5 juillet 2009 avec la femme qui partage sa vie depuis juin 2007, Hayat Boumeddiene ,. Ils se sont rencontrés à sa sortie de prison. Il développe un intérêt romantique pour elle lorsqu'il est encore incarcéré à Fleury-Mérogis en la remarquant sur une photo sur laquelle elle apparaît aux côtés de la petite amie de son co-détenu. Ledit co-détenu accepte de jouer les entremetteurs. À partir de 2010, le couple vit à Bagneux. En 2014, ils résident à Fontenay-aux-Roses. Le couple avait l'intention de déménager prochainement, rapporte un témoin, qui les avait vus « sortir des cartons, des caisses, des livres ».

#### La compagne Hayat Boumeddiene
Hayat Boumeddiene est issue d'une fratrie de six enfants de Villiers-sur-Marne (Val-de-Marne). Elle grandit ballotée entre foyers et familles d'accueil après la mort de sa mère en 1994, alors qu'elle est âgée de 6 ans. Elle rompt durant des années avec son père, avant de renouer peu avant un voyage à La Mecque à l'automne 2014,. Elle pratique le port du voile intégral depuis mai 2009, ce qui l'oblige à abandonner son emploi de caissière. Elle porte un temps la burqa, mais y renonce car la loi française l'interdit dans l'espace public puis se couvre du niqab,. Six mois avant les attentats, elle a cessé de posséder un téléphone portable. Elle aurait participé à des escroqueries aux véhicules afin de financer les projets de son compagnon, qu'elle avait épousé religieusement et non civilement.
Fin décembre 2014, elle vide ses comptes en banque. Elle rejoint la zone irako-syrienne quelques jours avant les attaques de janvier 2015, en compagnie des deux frères Belhoucine, dont l’aîné Mohamed est considéré comme le mentor d’Amedy Coulibaly. Après qu'elle est donnée pour morte en mars 2019, la justice française rouvre une enquête en mai 2020 pour « association de malfaiteurs terroristes criminelle » sur la base du témoignage d'une femme qui aurait été détenue avec Hayat Boumedienne en octobre 2019, date à laquelle elle se serait échappée du camp de prisonniers d’Al-Hol en Syrie.

#### Réinsertion professionnelle
Une fois sa peine purgée, il est embauché en contrat de professionnalisation par Coca-Cola à Grigny. Il semble avoir tiré un trait sur son passé de délinquant ; en réalité, il s'est converti en prison à l'islam radical. Il continue de fréquenter Kouachi et Beghal. Par deux fois, Hayat Boumeddienne accompagne son mari à Murat dans le Cantal où Beghal est assigné à résidence et où ils manient les armes et s'entraînent au tir.
En juillet 2009, il est reçu avec neuf autres personnes, comme lui en formation en alternance, au palais de l'Élysée par Nicolas Sarkozy. Le président de la République souhaitait rencontrer des jeunes choisis par leurs employeurs, parce que les entreprises sont engagées en faveur de la formation en alternance,. Il joue au poker sur Internet et voyage avec son épouse en Crète, en République dominicaine et en Malaisie.

#### Coach sportif
Une ancienne cliente l'atteste, elle côtoie Amedy Coulibaly en 2009, alors qu'elle fréquente une salle de fitness de Grigny, près de la cité de la Grande Borne. Il est alors coach sportif, et son physique de body-builder ne lui inspire alors aucune crainte. C'est un homme « tchatcheur et volontiers séducteur ». Il n'a jamais abordé de sujets en lien avec la religion, encore moins sur le djihad ou ses passages en prison.

#### Nouvelle incarcération
Il est arrêté le 18 mai 2010, mis en examen et placé en détention provisoire quatre jours plus tard. Il est en effet soupçonné par les services antiterroristes d'avoir participé à la tentative d'évasion de Smaïn Aït Ali Belkacem, l'un des principaux auteurs de la vague d'attentats commis en France en 1995, alors emprisonné à la maison centrale de Clairvaux. La fouille de son domicile permet de découvrir 240 munitions 7,62 de kalachnikov. Pour ces faits, il est condamné à 5 ans de prison ferme le 20 décembre 2013. En détention, il affiche à nouveau sa volonté de se réinsérer en suivant des formations de vendeur et de secouriste. En raison des quatre ans de détention provisoire qu'il accomplit (du 22 mai 2010 au 4 mars 2014) et d'une remise de peine d'un an, Amedy Coulibaly, qui selon la chancellerie manifeste une conduite « quasi exemplaire » durant sa détention, sort de prison le 4 mars 2014 avec un bracelet électronique. Il le garde jusqu'au 15 mai 2014, date de la fin de sa peine,.
Durant l'interpellation préalable à sa condamnation, il se décrit ainsi aux policiers : « J'essaie de pratiquer le minimum obligatoire comme la prière, le ramadan, etc. J'essaie d'avancer avec la religion mais je vais doucement ». Il peut s'agir d'une pratique de la dissimulation, la taqîya, comme le prône le mouvement radical takfir, enseigné par Djamel Beghal.
Pourtant, depuis sa cellule, avant la tentative d'évasion, Smaïn Aït Ali Belkacem passe un appel téléphonique. Et alors qu'il ignore qu'il est placé sur écoute, il décrit Amedy Coulibaly comme  « fiable, déterminé » et « en possession de tout ce dont ils [ont] besoin » pour perpétrer le projet.
Après la sortie de prison, le couple réalise un pèlerinage à La Mecque en octobre 2014.

#### Fiche active pour terrorisme présumé

##### Contrôlé à Montrouge en août 2014
Le 30 août 2014, il est contrôlé par une patrouille de police à Montrouge en présence des frères Belhoucine et d'un quatrième homme. Rien d'anormal, même si Amedy Coulibaly et Mohamed Belhoucine sont fichés à l'anti-terrorisme. Ils repartent peu après.
Mohamed Belhoucine est connu des services de renseignement français, pour appartenance à une filière qui envoie des djihadistes dans la zone pakistano-afghane au milieu des années 2000. Il sera particulièrement présent près du tueur durant les semaines de préparation des attentats des 7 et 9 janvier. Les enquêteurs s'interrogent après les attentats sur le rôle des deux frères dans la préparation des actes terroristes.

##### Contrôlé à Paris en décembre 2014
Le 30 décembre 2014, Hayat Boumeddiene loue une Seat Ibiza. Le même jour vers midi, le véhicule est arrêté par deux motards de la direction de l'ordre public et de la circulation, pour un contrôle de routine dans le 19e arrondissement de Paris. Amedy Coulibaly conduit le véhicule avec Hayat Boumeddiene à ses côtés. Il vient d'avoir son permis de conduire le 10 décembre ; il présente ses papiers aux policiers, dont une attestation de réussite à l'examen. Les papiers du véhicule et du conducteur sont en règle.
Les policiers respectent la procédure à la lettre et consultent le fichier des personnes recherchées (FPR). La fiche d'Amedy Coulibaly est signée du service demandeur « AT » pour « Anti-terrorisme » avec la mention « PJ02 » qui signifie que l'individu est considéré comme dangereux et appartient à la mouvance islamiste. Le policier doit alors récolter le maximum d'informations sans éveiller les soupçons : la marque de la voiture, la plaque d'immatriculation, l'identité des passagers. Les policiers auraient informé leur hiérarchie et les services antiterroristes. Sans réaction de leur part, « la consigne était de ne pas l'interpeller » précise Le Canard enchaîné, selon qui « les motards n'ont donc commis aucune faute ».
Amedy Coulibaly repart de nouveau sans être interrogé, bien que le plan Vigipirate soit déjà renforcé. Après les événements du 7 au 9 janvier 2015, Vigipirate est relevé au niveau « attentat ».
Aux États-Unis, il est référencé sur la liste Terrorist Identities Datamart Environment (TIDE) qui enregistre tout « terroriste » soupçonné ou connu.

#### Déplacement à Madrid
Amedy Coulibaly utilise la Seat pour se rendre à Madrid. Il y conduit sa compagne Hayat Boumeddiene. Dans la nuit du 1er au 2 janvier 2015, le couple traverse la frontière espagnole en voiture.
Les frères Belhoucine, Mehdi Sabry et Mohamed, la femme et le fils de ce dernier, regagnent Madrid dans deux bus Eurolines différents le même jour,.
Tous à l'exception d'Amedy Coulibaly prennent l'avion de l'aéroport de Madrid Barajas pour la Turquie le lendemain, 2 janvier 2015. Amedy Coulibaly rentre rapidement vers Paris le jour même, à tel point qu'il est flashé à trois reprises sur la route. Il restitue le véhicule le 6 janvier 2015.

#### De retour en France, rencontre avec Chérif Kouachi
Le 5 janvier 2015, il donne une rapide visite à sa famille à Grigny.
Il se rend en Belgique dans la nuit du 5 au 6 janvier 2015, pour récupérer l'argent de la vente de la Mini Cooper d'Hayat Boumeddiene auprès du trafiquant d'armes Metin K. Puis il revient en région parisienne pour croiser Chérif Kouachi. Vingt-quatre heures avant le début des tueries, Amedy Coulibaly et les frères Kouachi activent une ligne téléphonique qui leur permet d'échanger discrètement. Au total, ils échangent six SMS sur la ligne.
Dans la soirée du 6 janvier, la veille de l'attentat de Charlie Hebdo, Chérif Kouachi s'éclipse de chez lui à Gennevilliers entre minuit et 1 h du matin. Il rencontre Amedy Coulibaly. Les enquêteurs pensent que c'est pour synchroniser les derniers détails des attaques.
Le 7 janvier au matin, une des lignes téléphoniques d'Amedy Coulibaly reçoit encore un appel de Chérif Kouachi, depuis son domicile de Gennevilliers. Le SMS est envoyé à peine une heure avant l'attentat de Charlie Hebdo. Les enquêteurs ont la certitude que les attentats des frères Kouachi et de Coulibaly sont concertés.

### Attentats de janvier 2015 en France
Proche des frères Chérif et Saïd Kouachi, il est un moment suspecté d'être le troisième homme présent lors de l'assassinat des journalistes de Charlie Hebdo,,.

#### Fusillade à Fontenay-aux-Roses
Il est soupçonné durant quelques jours d'avoir tiré, le 7 janvier 2015 à 20 h 30, sur un joggeur à Fontenay-aux-Roses, Romain D., ville où il réside,. L'agressé est grièvement blessé par cinq coups de feu à l'arme automatique, dont deux tirés alors qu'il est au sol, sans aucun motif apparent,. Gravement blessé, le joggeur décrit un assaillant de type européen, mais il est flou sur la description de son agresseur,. « L'exploitation balistique permettait dans la nuit du 10 au 11 janvier 2015 de faire un rapprochement entre les étuis (douilles) percutés découverts à Fontenay-aux-Roses et le pistolet automatique Tokarev découvert sur les lieux de l'hypermarché casher » précise le parquet de Paris ; les tirs de Fontenay-aux-Roses ont lieu le soir de l'attentat à Charlie Hebdo.
Rien ne permet d'attribuer formellement les tirs à Amedy Coulibaly. Le sportif qui chemine sur la coulée verte du sud parisien, ne fait que croiser l'homme armé. Il signale un tireur capuché de type européen avant de devoir être plongé dans un coma artificiel. L'existence d'un complice est envisageable. Mais de source judiciaire, « il faut rester prudent par rapport à ces déclarations », car le témoignage du joggeur peut être fragile. La tentative de meurtre s'est déroulée à quelques centaines de mètres seulement du domicile du tueur de Montrouge et de Vincennes. Et Amedy Coulibaly a lui-même l'habitude d'aller courir sur la coulée verte.
Après plusieurs jours d'hospitalisation, le joggeur pense se souvenir que l'homme pouvait avoir la peau noire et porter une doudoune noire avec un col en fourrure.
La PJ parisienne dispose d'un autre témoin, une joggeuse qui le 6 janvier, a elle aussi été menacée par un individu armé. Elle a pourtant rapporté à la police avoir aperçu un homme suspect, à « la peau claire », la veille de l'attaque.
Selon le procureur de Paris, François Molins : « On peut tout imaginer. Certains enquêteurs ont émis l'hypothèse là-dessus d'un possible tir d'entraînement ».
Le joggeur reconnaîtra par la suite un autre complice présumé de l'affaire, arrêté en mars 2015 (voir plus loin le chapitre : « Un cinquième complice présumé »). En janvier 2016, le joggeur toujours lourdement handicapé répète « Pour moi, ce n'était pas Coulibaly ».

#### Fusillade à Montrouge
Le 8 janvier 2015 à Montrouge, vers 8 h, il s'approche de deux policiers et de deux agents de voirie qui interviennent sur un banal accident de la circulation entre Montrouge et Malakoff, avec un fusil d'assaut et une arme de poing. Vêtu de noir, d'un gilet pare-balles et d'une cagoule, il tue à la Kalachnikov une agent de police municipale (Clarissa Jean-Philippe) de plusieurs balles dans le dos, et blesse grièvement un agent de voirie qui aurait tenté de s'interposer, d'une balle qui lui traverse la joue,,,.
Amedy Coulibaly abandonne sur place sa moto Suzuki de grosse cylindrée, modèle GSX-R et cherche à s'emparer d'un véhicule sans succès, puis il réussit à s'enfuir à bord d'une Clio blanche qu'il laisse à Arcueil, près d'une station de RER,.
Une trace ADN, retrouvée sur la cagoule qui lui a été arrachée sur place et analysée dès minuit ce soir-là – soit un délai extrêmement court –, identifie formellement Amedy Coulibaly. Le conducteur du premier véhicule, que n'a pas réussi à voler le meurtrier, le reconnaît également. Les enquêteurs, connaissant sa relation avec Chérif Kouachi, puisqu'ils s'étaient rencontrés en prison dès 2005, font le lien entre les deux hommes. Dans la nuit, les forces de l'ordre perquisitionnent son domicile de Fontenay-aux-Roses.
À la suite de cette fusillade, la préfecture de police lance un appel à témoins pour retrouver Coulibaly et sa compagne.
Après la prise d'otages de la porte de Vincennes, son ADN est prélevé et comparé à celui prélevé sur la cagoule abandonnée sur les lieux de la fusillade de Montrouge. Les analyses correspondent. Amedy Coulibaly est formellement identifié comme le meurtrier de Clarissa Jean-Philippe.
Le procureur de Paris indique que la question de la cible exacte se pose ce jour-là, car une école juive se situe à proximité quasi immédiate du lieu où il tue Clarissa Jean-Philippe,. Le 9 janvier, lors de la prise d'otages de l'Hyper Casher de Vincennes, certains membres de la communauté juive évoquaient déjà cette hypothèse.

#### Voiture piégée à Villejuif
Le 8 janvier au soir, il est suspecté d'être l'auteur de l'explosion d'une Renault Kangoo à Villejuif. Une revendication vidéo publiée sur internet au surlendemain de sa mort semble attester des faits, qui au moment de l'enquête, n'avaient pas été rapprochés à un acte terroriste.

#### Prise d'otages de la porte de Vincennes

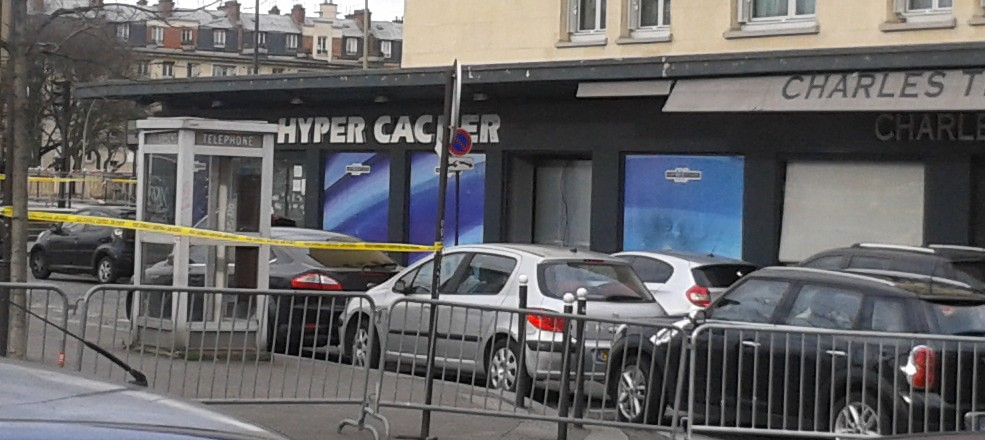
Le magasin Hyper Cacher au lendemain de la prise d'otages.

Le 9 janvier 2015, vers 13 heures, il prend en otage les clients et les employés d'une supérette Hypercacher, porte de Vincennes et tue quatre d'entre eux. Il affirme au téléphone vers 15 heures à BFM TV s'être « synchronisé » avec les tueurs de Charlie Hebdo, et se réclame de l'État islamique. Il meurt au cours des échanges de tirs avec les policiers du RAID et de la BRI lorsqu'ils lancent l'assaut. Trois policiers et un otage sont blessés.

### Enterrement
À la date du 16 janvier 2015, aucune décision n'a été prise pour la disposition du corps d'Amedy Coulibaly, conservé à la morgue. Sa famille n'a pas exprimé d'opinion en public, à ce sujet.
Un maire de France peut refuser l'inhumation d'une personne, sauf si elle résidait dans sa commune, si elle y est morte, ou si le caveau familial s'y trouve déjà. En revanche, il peut requérir que la tombe reste anonyme, notamment pour éviter qu'elle devienne un lieu de pèlerinage pour d'autres fanatiques.
Au 16 janvier, la mairie de Grigny, où réside une partie de la famille d'Amedy Coulibaly n'a pas reçu de demande d'inhumation, ni celle de Viry-Châtillon où il était inscrit sur les listes électorales. Même chose à Fontenay-aux-Roses, où il résidait. La mairie de Fontenay-aux-Roses précise par ailleurs que son cimetière ne dispose pas de carré musulman. Ou encore à Paris où il a été abattu.
Reste une dernière possibilité, le Mali, où sont nés les parents de Coulibaly,. Un transfert du corps vers Bamako est programmé pour le 21 janvier. Mais après « un refus de dernière minute des autorités maliennes », le corps de Coulibaly est de retour à l'institut médico-légal où il était conservé. Les autorités maliennes ne fournissent pas d'explication. Cette situation s'apparente à celle qu'a connue Mohammed Merah, avec le refus d'inhumation en Algérie, mais il est fait mention que Coulibaly n'avait pas la citoyenneté malienne.
Le maire de Fontenay-aux-Roses demande une incinération obligatoire des terroristes. Cette proposition polémique ne prend pas en compte la religion des défunts et de leur famille. Or l'islam bannit l'incinération de ses rites funéraires. Selon Mohammed Henniche, secrétaire général de l'union des associations musulmanes de la Seine-Saint-Denis : « Ce serait répondre à une injustice par une autre injustice qui ne ferait que le glorifier ».
Finalement, le 23 janvier, Amedy Coulibaly est enterré dans la discrétion, à l'aube vers 6 heures du matin, au carré musulman du cimetière parisien de Thiais. Sa tombe est anonyme.

## Suite des attentats de janvier 2015 en France

### Condoléances de la famille aux victimes«Les défunts ne peuvent qu'être enterrés»
La mère et les sœurs d'Amedy Coulibaly condamnent les attentats de Paris et Montrouge et présentent leurs « sincères condoléances » aux proches des victimes.

### Vidéo de revendication

#### Diffusion posthume
Dans la soirée du 10 janvier, une vidéo posthume est diffusée sur des forums djihadistes, hébergée sur le site saoudien Gulfup. Il y déclare, adossé à un drapeau de daesh, allégeance à Abu Bakr al-Baghdadi, dévoile son nom de guerre : « Abou Bassir Abdallah al-Ifriqi, soldat du califat » et revendique ses actes. Il les justifie par les diverses attaques de la coalition occidentale contre l'État islamique et, selon lui, l'Islam en général. Les enquêteurs y voient la confirmation que le terroriste était membre d'un réseau structuré. Pourtant, si Coulibaly revendique avoir agi au nom de l'État islamique dans sa vidéo, l'organisation elle-même n'a pas revendiqué son acte.
Selon le procureur de Paris, « une partie de sa vidéo de revendication » a selon toute vraisemblance été tournée dans l'appartement de Gentilly (Val-de-Marne).

#### Montage de la vidéo
Un texte incrusté au montage de la vidéo relate l'attaque de la porte de Vincennes où Amedy Coulibaly trouve la mort. La vidéo a donc été montée par un ou des tiers, entre le 9 et le 10 janvier, depuis la France voire l'étranger. « Deux erreurs factuelles » de l'épitaphe indiquent, pour Gilles Kepel, la précipitation du montage de cette vidéo. Les enquêteurs soupçonneront Mohamed Belhoucine d'être celui qui a diffusé la vidéo de revendication.

### Cache d'armes et préparatifs
Les éléments découverts après les attentats des 7 au 9 janvier 2015, prouvent qu'il s'agit d'une préparation minutieuse mûrie de longue date, avec l'aide de quelques complices involontaires, véritables « petites mains » et d'autres sûrement mieux informés.
Les attentats de Paris ont été initialement présentés comme des illustrations d’une nouvelle forme de terrorisme, celle du « loup solitaire »; c'est-à-dire un individu radicalisé et indétectable ou presque avant qu’il ne passe à l’action. En fait il n'en est rien. Pendant des mois, ce groupe s’est organisé pour trouver de l’argent, des armes ou faire des repérages, sans attirer l’attention des services de renseignements, qui connaissaient certains membres de ce groupe.
Le procureur de la République de Paris, François Molins, affirme que « selon toute hypothèse en cours de vérification, Amedy Coulibaly a lui aussi reçu des instructions depuis l'étranger » sans préciser de quel pays il s'agit. « Nous sommes face à des individus venus de nulle part, adeptes de la taqiya - la technique islamiste de la dissimulation - et qui n'émettent que des signaux très faibles, quasiment indécelables par les services de renseignement » juge-t-il.

#### Logement conspiratif de Gentilly
Amedy Coulibaly a loué l'appartement de Gentilly pour une semaine, il fait office de « planque »,. La police la découvre le jour de la diffusion de la vidéo, à partir des relevés téléphoniques et des bornes activées par son téléphone. À l'intérieur, les enquêteurs trouvent une carte vitale, une carte d'identité à son nom, quatre autres pistolets Tokarev, un revolver, des munitions, des téléphones, des bombes lacrymogènes, un gyrophare, un gilet tactique, des jumelles, des détonateurs, de l'argent liquide et des drapeaux à l'effigie de l'État islamique. Le lieu « s'apparente à un véritable logement conspiratif ».

#### Préparatifs des attentats
Les policiers ont réussi à déterminer que l'ancien braqueur a minutieusement préparé son opération et clairement choisi de s'attaquer à des commerces juifs. Ses données internet ont en effet révélé qu'il avait effectué plusieurs recherches sur trois restaurants casher et sur l'Hyper Cacher. Il aurait vérifié sur place les horaires d'ouverture du magasin.

### Financement des attentats
Les armes en possession du terroriste et le matériel militaire retrouvé dans la planque de Gentilly auraient une valeur marchande de 6 000 euros sur le marché noir. Cela pose la question du financement propre ou extérieur d'Amedy Coulibaly. Un crédit de 6000 euros lui a été accordé par la société de crédit Cofidis au mois de décembre 2014 selon un article de la Voix du Nord.
Amedy Coulibaly multiplie les achats et reventes de véhicules durant les mois qui précèdent les attentats. 
| Financement des attentats | Date achat     | Valeur   | Revente       | Mode d'acquisition |
| ------------------------- | -------------- | -------- | ------------- | ------------------ |
| Mercedes Classe A         | Novembre 2014  | 26 900 € | 16 000 €      | Crédit             |
| Mini Cooper               | Septembre 2014 | 27 000 € | 12 - 22 000 € | Crédit             |
| Crédit à la consommation  | Décembre 2014  | 6 000 €  | N/A           | Crédit             |

#### Achat et revente d'une Mercedes
En novembre 2014, Amedy Coulibaly achète à crédit une Mercedes classe A, d'une valeur de 26 900 Euros en présentant de fausses fiches de paie et un faux avis d'imposition. Cinq jours plus tard, il revend la voiture 16 000 Euros en liquide.

#### Achat et revente de la Mini Cooper
Hayat Boumeddiene achète d'occasion à Bordeaux, une voiture quasiment neuve, une Mini Cooper, au cours du mois de septembre 2014. Pour ce faire, elle contracte un crédit d'une valeur de 27 000 euros, avec de faux documents à son nom. Un ami de Coulibaly, Kurde de Paris, Ali K., vient à Charleroi (Belgique) pour rencontrer Metin Karasular : l'homme tient un commerce de pneus à Marchienne. Il est également en train de monter une affaire d'achat-vente de voitures d'occasion avec une connaissance, un Grec, Epaminondas T.
Ali veut vendre le véhicule d'un « pote », la Mini Cooper. La négociation prend quelques semaines : entre Paris et Charleroi : Coulibaly vient au moins deux fois à Charleroi, Epaminondas se rend à Paris à plusieurs reprises. Au mois de novembre 2014, le véhicule est finalement vendu à Metin Karasular, via l'intermédiaire parisien. Le prix de rachat est fixé à 12 000 euros. Deux « associés » de Karasular, des Grecs surnommés « Sado » et « Sadik », règlent le rapatriement de la voiture de la France vers la Belgique.
Coulibaly, ne reçoit pas l'argent convenu, il se rend plusieurs fois à Charleroi pour exiger à la fin 22 000 euros. Son ultime voyage outre-Quiévrain a lieu dans la nuit du 5 au 6 janvier 2015, juste avant qu'il ne redescende en région parisienne pour croiser Chérif Kouachi.
Peu après les attentats 12 janvier 2015, Metin Karasular vient confesser à la police de Charleroi, qu'il a été en contact avec Amedy Coulibaly pour acheter la voiture de sa compagne Hayat Boumeddiene.
Il est placé immédiatement sous mandat d'arrêt est présenté avec un co-inculpé au mois de février 2015. Ce dernier aurait servi à déposer le véhicule en Grèce afin de le vendre à l'exportation. La Mini n'a toujours pas été localisée.

#### Autres véhicules
Ils servent pour la réalisation des attentats, et non pour concrétiser une plus-value frauduleuse.
La Renault Mégane Scenic grise est achetée d'occasion 950 euros dans l'Oise le 2 janvier 2015 par quatre complices dont Willy Prevost, Christophe Raumel et Tonino Gonthier,. Amedy Coulibaly s'en sert pour se rendre à l'Hyper Cacher. Les clés sont retrouvées sur le tueur. Le véhicule est garé à proximité du lieu de prise d'otages. Une enveloppe avec la mention « pour Amedy » contient la photocopie d'une pièce d'identité de la mère de Willy Prevost ; elles ont été retrouvées dans la Mégane. 
La moto Suzuki GSX-R de grosse cylindrée qu'il abandonne près de la fusillade de Montrouge.

#### Crédit à la consommation
Le 4 décembre 2014, Amedy Coulibaly contracte un emprunt de 6 000 euros auprès d'une société de crédit à la consommation. Ce procédé est souvent utilisé par les djihadistes, confirme le journaliste David Thomson. Pour l'occasion, ils créent des emplois fictifs avec de fausses fiches de paie, qui attestent de salaires élevés, et qui leur permettent d'accéder aux crédits sans justifier de la destination des dépenses,,,.

### Recherche de la compagne

#### Appels téléphoniques à l'épouse de Chérif Kouachi
Hayat Boumeddiene est activement recherchée par les forces de police après la fusillade à Montrouge,. Elle devient la terroriste présumée la plus recherchée au monde. Selon le procureur de la République de Paris, François Molins, « l’épouse de Chérif Kouachi avait passé plus de 500 appels (téléphoniques) sur l’année 2014 avec Hayat Boumeddiene, ce qui est de nature à établir des liens constants et soutenus entre les deux couples ». Mais les policiers pensent qu'il pourrait s'agir d'appels entre Amedy Coulibaly et Chérif Kouachi eux-mêmes. 

#### Rencontre à Bondy
Le 1er janvier 2015, une réunion, où Hayat Boumeddiene est présente, est organisée à Bondy au domicile de Mohamed Belhoucine pour préparer la fuite vers la Syrie. Au total 11 personnes embarquent depuis Madrid pour Istanbul, à destination de la Syrie, entre le 1er et le 4 janvier. 

#### Hébergement en Espagne
Les enquêteurs n'ont repéré aucun appel téléphonique en Espagne, ni de trace de réservation hôtelière ou de séjour dans une pension, durant les quatre jours jusqu'au départ d'Hayat Boumeddiene et des frères Belhoucine vers la Turquie au 2 janvier 2015. Des faits qui peuvent suggérer la présence d'une cellule terroriste en Espagne. À la demande de la France, un juge madrilène spécialisé dans les affaires de terrorisme recherche les adresses IP à partir desquelles les billets d'avion ont été achetés, ainsi que les images des caméras de sécurité de leur passage à l'aéroport de Madrid. 
On apprend plus tard, que le déplacement vers l'Espagne a lieu le 1er janvier 2015 et non le 30 décembre 2014. De fait le vol du 2 janvier 2015 a lieu le jour même ou le lendemain de l'arrivée à Madrid. 

#### Migration en Syrie via la Turquie
Hayat Boumeddiene s'envole depuis Madrid vers Istanbul le 2 janvier 2015, en compagnie de Mehdi Sabry Belhoucine, frère de Mohamed qui suit la même destination sur un vol différent du même jour. 
Elle tente en vain de se faire rembourser le vol retour du 9 janvier une fois en Turquie,. Les autorités turques signalent son passage à la frontière turco-syrienne le 8 janvier, par le poste-frontière d'Akçakale, après avoir séjourné un temps dans un hôtel de Kadiköy, sur la rive asiatique d'Istanbul. 
Sur place, elle appelle 18 fois la France. Les mandats de recherche de la police française à leur encontre sont émis les 9 et 10 janvier 2015. De fait, ils arrivent trop tard pour les intercepter.

#### Arrivée en Syrie
Selon la police, elle rejoint le jihad en Syrie où elle retrouve l'organisation terroriste Daech, dont s'est réclamé Amedy Coulibaly.  
Elle est enceinte d'Amedy Coulibaly. Elle va peut-être accoucher dans l'une des plus violentes zones de conflit du monde. Un endroit d'où selon le juge antiterroriste Marc Trévidic, aucune femme française, à une ou deux exceptions près, n'est jamais revenue. 
Depuis son arrivée en Syrie, elle a accordé le 11 février 2015 une interview au magazine francophone de Daech, Dar-al-Islam, véritable outil de propagande de l'État Islamique, où elle confirme qu'elle a rejoint les terres occupées par son organisation. Elle appelle sa famille par téléphone le 26 avril 2015, où elle confirme être sur les territoires de l'État Islamique. Elle prétend avoir tout ignoré des agissements de son compagnon.

#### Participation à la préparation des attentats
D'après les éléments recueillis par les enquêteurs et consignés dans le dossier d'instruction, Hayat Boumeddiene a bien participé à la préparation des attentats. Les services antiterroristes ont retrouvé sa trace dans ce qu'ils dénomment « l'appartement conspiratif », la petite maison de Gentilly où Coulibaly avait stocké son armement, ainsi que tous ses moyens de communication.

### Existence de complices et traques
L'épisode de Fontenay-aux-Roses fait resurgir la piste d'autres participants. « Nous considérons qu'il y a probablement d'éventuels complices », annonce le Premier ministre, Manuel Valls, le 12 janvier. « La traque se poursuit ». Trois services de police sont chargés de l'enquête et mobilisés pour les traquer : la police judiciaire parisienne, la direction générale de la sécurité intérieure (DGSI) et la sous-direction anti-terroriste.

#### Interpellations et mises en examen
Les enquêteurs vont dresser la liste d'une soixantaine de personnes identifiées comme proches d'Amedy Coulibaly. Dans la nuit du 15 au 16 janvier, douze personnes sont interpellées en région parisienne. Au 13 mars 2015, six personnes ont été mises en examen, dont deux le 13 mars. Au 28 mars 2015, 7 complices présumés ont été arrêtés et incarcérés,. Au 31 mars 2015, trois nouveaux proches de personnes déjà mises en examen sont arrêtées. Originaires de Fleury dans l'Essonne, ces hommes sont âgés de 22, 25 et 29 ans. Ils sont aussi soupçonnées d'avoir aidé Coulibaly à se procurer des armes, des véhicules et du matériel.
Le dossier des complicités n'est pas clos. Le correspondant de la « boîte mail morte » avec qui Coulibaly a un ultime échange en fin d'après-midi le 8 janvier, entre l'assassinat de Montrouge et l'attaque de l'Hyper Cacher, n'est pas encore identifié. Il apparaît comme étant le commanditaire, celui-ci a utilisé une adresse basée aux États-Unis, mais il est fort possible qu'il se trouve en Syrie ; dans le dossier n'ont pas non plus été élucidés, l'ADN sur le drapeau de l'État islamique dans l'appartement de Gentilly, ni le « mec gros », aux « cheveux courts, mat de peau », « un peu de barbe, environ 30 ans », décrit par deux fournisseurs de Coulibaly.

#### Complices présumés mis en examen
| Complices présumés arrêtés en France | Date d'interpellation | Âge (ans) | Motifs en relation avec les attentats |
| ------------------------------------ | --------------------- | --------- | --- |
| Willy Prevost                        | 20 janvier 2015       | 28        | Fourniture d'armes et matériel Achat d'une Renault Mégane Scénic (empreintes papillaires) Achat d'une moto Suzuki GSX-R (au nom de sa mère) |
| Christophe Raumel                    | 20 janvier 2015       | 25        | Fourniture d'armes et matériel Achat d'une Renault Mégane Scénic |
| Tonino Gonthier                      | 20 janvier 2015       | 22        | Fourniture d'armes et matériel Achat d'une Renault Mégane Scénic |
| Mickaël Alwatik                      | 20 janvier 2015       | 30        | Fourniture d'armes (traces ADN sur pistolet et revolver Tokarev) Profil génétique sur gant retrouvé à l'Hyper Cacher 362 SMS et 13 échanges téléphoniques récents avec Coulibaly                                                                                           |
| Amar Ramdani                         | 23 janvier 2015       | 33        | Mandat d'arrêt européen pour trafic d'armes et stupéfiants (autre affaire) Échange d'un véhicule contre des armes Soutien logistique Soupçonné d'avoir tiré sur le joggeur de Fontenay-aux-Roses et reconnu par le joggeur 600 SMS et dix réunions récentes avec Coulibaly |
| Saïd Makhlouf                        | 10 mars 2015          | 25        | Fourniture d'arme (traces d'ADN sur la lanière du taser de Coulibaly) Soutien logistique 1200 échanges téléphoniques avec Amar R. sur 12 mois |
| Ali Riza Polat                       | 24 mars 2015          | 30        | Intermédiaire entre Coulibaly et Metin Karasular (Charleroi) pour la vente de la Mini Cooper Soutien logistique Éventuelle vente d'armes Échanges téléphoniques récents avec Coulibaly jusqu'au 7 janvier 2015                                                             |
| Non communiqué                       | 31 mars 2015          | 22,25&29  | Achat d'armes, véhicule et soutien logistique |

##### Quatre complices présumés
Quatre hommes sont finalement déférés au tribunal après quatre jours de garde à vue, âgés de 22 à 30 ans, originaires pour la plupart de l'Essonne,. Ils ont apporté un soutien logistique en armes et en véhicules. Ils sont mis en examen, notamment pour « association de malfaiteurs terroristes en vue de commettre des crimes d'atteinte aux personnes » et écroués dans la nuit du 20 au 21 janvier. Le procureur de la République indique pourtant qu'il n'y a pas de réseau terroriste constitué en tant que tel, et auquel ces suspects auraient pu appartenir.
Les suspects ne sont pas impliqués dans les assassinats d'Amedy Coulibaly. Ils n'ont pas de passé dans le terrorisme mais forment « une sphère d’individus qui se connaissent soit parce qu’ils ont grandi et vécu dans le même quartier, soit parce qu’ils ont commis ensemble des faits qui relèvent de la délinquance de droit commun, soit parce qu’ils se sont connus dans le cadre de séjours en prison ».
Ses fournisseurs complices assurent ne pas avoir connu les projets de « Dolly », surnom acquis en prison par le musculeux ex-braqueur, qui provoque la crainte dans son entourage. Certaines sources parlent de « complices involontaires ». Des «petites mains» recrutées dans la voyoucratie de la cité, cornaquées dès le mois de décembre 2014 et confondues par les empreintes abandonnées sur des armes et des voitures.
Parmi les personnes arrêtées, un trio (Willy Prevost 28 ans, Christophe Raumel 25 ans et Tonino Gonthier 22 ans) s'est rendu à trois ou quatre reprises à la fin du mois de décembre 2014 dans des armureries et des boutiques spécialisées de Paris et de la petite couronne afin d'acquérir du matériel pour le compte d'Amedy Coulibaly (couteau, gilets tactiques, gants, taser, bombes lacrymogènes),. Ce matériel est retrouvé dans l'appartement de Gentilly ou sur lui après la prise d'otage.
À partir de décembre 2014, Amedy Coulibaly se montre plus pressant pour l'achat des armes par ses complices. À chaque fois, il leur donne les espèces nécessaires pour les achats.
L'ADN du dernier individu Mickaël Alwatik est retrouvé sur un pistolet automatique et un revolver Tokarev saisi au domicile de Gentilly,. Son profil génétique figure également sur un gant retrouvé dans l'Hyper Cacher. Il a rencontré Amedy Coulibaly en détention en prison à Villepinte,. Amedy Coulibaly semble lui avoir chauffé l'esprit avec des vidéos d'exactions commises en Birmanie et en Syrie. Ils sont en contact très régulier durant les quatre derniers mois (362 messages SMS, 13 appels téléphoniques échangés), dont une cinquantaine dans les 72 heures précédant l'attentat au journal satirique.
Le 5 janvier Mickaël Alwatik et Amedy Coulibaly sont géolocalisés aux mêmes lieux et heures pendant près de six heures. Le 6 janvier, veille de l'attentat de Charlie Hebdo, ils échangent encore par téléphone à 18 reprises. Mickaël Alwatik appelait également le portable de Mohamed Belhoucine de façon régulière.
Mickaël Alwatik est un ancien employé de la ville d'Asnières. L'ancien maire Sébastien Pietrasanta affirme : « cette affaire est révélatrice du fait que n'importe qui » peut basculer dans le radicalisme par le biais de la prison. « Cela me renforce dans ma conviction qu'il y a deux points faibles sur lesquels il faut agir pour lutter contre le radicalisme : Internet et la prison ».

##### Un cinquième complice présumé
Amar Ramdani (33 ans au moment de l'arrestation) est considéré comme l'un des suspects de complicité les plus sérieux et serait au cœur du réseau ayant contribué à la planification de l'attentat de l'Hyper Cacher. C'est un délinquant notoire proche d'Amedy Coulibaly. Il a rencontré le tueur de l'Hyper Cacher alors qu'il est incarcéré à la maison d'arrêt de Villepinte, entre février 2010 et juillet 2013, époque où il est également en contact avec Mickaël Alwatik, autre mis en examen dans cette enquête. Il aurait plongé dans l'islamisme radical et faisait l'objet d'un signalement. Il était recherché par un mandat d'arrêt européen, produit par les autorités espagnoles pour des affaires d'armes et de stupéfiants.
Amar Ramdani et Coulibaly ont tenté en vain d'échanger un véhicule contre des armes. L'enquête fait état de 600 SMS échangés avec Amedy Coulibaly et d'une dizaine de rencontres physiques, dont une à la veille des attentats contre Charlie Hebdo. Le téléphone d'Amar Ramdani est localisé tout près de Coulibaly les 6, 7 et 8 janvier. Le 9 janvier, il est même borné non loin de l'Hyper Casher de la porte de Vincennes. Méthodique, il en détruit ensuite la puce. Il est arrêté le 23 janvier 2015 et écroué pour le dossier de droit commun de trafic d'armes et de stupéfiants; il est ensuite interrogé pour l'enquête sur les attentats de janvier.
Selon i-Télé, il serait soupçonné d'avoir tiré sur le joggeur de Fontenay-aux-Roses, car son portable est localisé près du lieu de l'agression. Le joggeur, qui en juin 2015, est hors de danger mais bénéficie toujours de soins hospitaliers réguliers, a reconnu le tireur comme Amar Ramdani dans deux reportages télévisés sur les attentats, explique une source proche du dossier au Parisien : « quand il a découvert ce visage, il a aussitôt confié à sa famille que c'était cet individu, ou quelqu'un qui lui ressemblait beaucoup, qui lui avait tiré dessus. » L'hypothèse avancée peu après l'agression était celle d'un tir d'entraînement de la part d'Amedy Coulibaly. Le terroriste résidait à Fontenay-aux-Roses et l'arme utilisée contre le joggeur a été retrouvée dans l'Hyper Cacher après la prise d'otage. Mais le joggeur est formel : « il ne reconnaît pas Coulibaly comme son agresseur. Pour lui, le tireur n'est pas noir : il a plutôt la peau mate, comme un Nord-Africain », indique une source proche de l'affaire au Parisien.
La petite amie d'Amar Ramdani, une certaine Emmanuelle C., adjudante de la gendarmerie nationale, formatrice dans le renseignement opérationnel au centre technique de Rosny-sous-Bois, est convertie à l'islam en 2011,. Il la visite au fort dans la partie réservée aux familles sans être contrôlé. La compagne est entendue par la police après l'interpellation de celui-ci. Puis elle est suspendue de ses fonctions le 5 février 2015 et placée en garde à vue,,. Le fort de Rosny-sous-Bois est un centre d'écoutes, un temple du renseignement qui abrite le service technique de recherches judiciaires et de documentation ou encore le système des opérations et du renseignement. Elle aurait consulté les fichiers informatiques confidentiels de la gendarmerie qui concernent son compagnon, après les attentats,. Elle est soupçonnée d'avoir porté en cachette des lettres à son compagnon détenu,.

#### Un sixième complice présumé
Le 10 mars 2015, quatre nouvelles personnes proches de l'entourage du preneur d'otages de la porte de Vincennes sont placées en garde à vue. Amar Ramdani et sa compagne, et deux hommes qui auraient connu Amedy Coulibaly et Amar Ramdani. Seuls Amar Ramdani et Saïd Makhlouf (25 ans au moment de l'arrestation) seront finalement mis en examen au terme de 96 heures de garde à vue, car ils sont suspectés d'avoir fourni un soutien logistique à Coulibaly.
Saïd Makhlouf est un spécialiste de l'arnaque au crédit dans les garages. Il revendique une vie d'excès, de soirées alcoolisées et de virées en Belgique. Il aurait fourni le taser que portait Coulibaly. L'arme porte des traces de son ADN. De nombreux échanges téléphoniques sont constatés entre Saïd Makhlouf et Amar Ramdani avec plus de 1200 contacts entre février 2014 et janvier 2015. Ces deux proches ont tous deux détruit leurs puces de téléphone portable le 9 janvier 2015, le jour de l'attentat contre l'Hyper Cacher. 

#### Un septième complice présumé
Un autre proche d'Amedy Coulibaly, Ali Riza Polat de 30 ans (au moment de l'arrestation) est interpellé à Grigny et placé en garde à vue le 24 mars 2015, puis placé en détention provisoire. Il est soupçonné comme les autres complices incarcérés, d'avoir apporté un soutien logistique à Coulibaly. Il était en contact avec Coulibaly jusqu'à la veille des attentats.
Né à Istanbul, d'origine kurde, il s'est rendu à de nombreuses reprises dans un garage de Charleroi avec Amedy Coulibaly ; il a aidé à la vente de la Mini Cooper d'Hayat Boumeddiene auprès du trafiquant Metin Karasular. La dernière virée a lieu le 3 janvier 2015. Les enquêteurs veulent vérifier s'il n'est pas également intervenu dans une éventuelle vente d'armes, impliquant le Grec Epaminondas T., le Kurde Metin Karasular, le Turc Segkin D. et le Belge Michel C.,,. Les policiers lui reprochent aussi d'avoir menacé Metin K. autre intermédiaire, avec une arme à feu. Du 12 au 19 janvier 2015, il se rend au Liban. Son passeport comporte un tampon du poste frontière de Masnaa, juste avant la Syrie, en date du 17 janvier 2015. La police pense qu'il a tenté d'y rencontrer Medhi Belhoucine, l'homme qui a exfiltré Hayat Boumeddiene, partie rejoindre le califat de l'EI.

#### Complices de Fontenay-aux-Roses et porte de Vincennes

##### Attentats de Fontenay-aux-Roses et de porte de Vincennes
Au 14 janvier 2015, la police est certaine qu'un individu, très connu des services de police et de la justice, originaire de Seine-Saint-Denis, a aidé le preneur d'otages du magasin Hypercacher. L'individu recherché, aurait pris la fuite vers la Syrie. Les clés d'une moto, découvertes dans l'appartement de Gentilly, l'ont conduite à ce complice présumé, qui en serait le propriétaire. Aucun appel à témoins n'a jusqu'alors été lancé pour le retrouver. Il pourrait avoir aidé Amedy Coulibaly à s'approvisionner en armes et explosifs. Il pourrait également être l'homme qui a tiré sur le joggeur de Fontenay-aux-Roses. De ce récit établi mi-janvier 2015, tout porte à croire qu'il s'agit d'Amar R., même si l'individu n'est pas encore été interpellé à cette date et qu'il n'a pas fui vers la Syrie.

##### Mégane Scénic utilisée pour se rendre à l'Hyper Cacher
Le 2 janvier 2015, Willy Prevost accompagné de Christophe Raumel, Tonino Gonthier et Hassane B. achètent une Renault Mégane Scenic grise dans l'Oise,,. Le véhicule est payé d'occasion 950 euros.
Amedy Coulibaly s'en sert pour se rendre à l'Hyper Cacher. Les clés seront retrouvées sur le tueur; le véhicule était garé à proximité du lieu de la prise d'otages. Dans la Mégane, une photocopie de la pièce d'identité de la mère de Willy Prevost est retrouvée. Et Willy Prevost est identifié grâce à son empreinte génétique retrouvée dans le véhicule. Ce sont des empreintes papillaires.
À aucun moment, jurent-ils, ils avaient imaginé que Dolly verserait dans le terrorisme. Willy pensait à une attaque de fourgon blindé ou d'un convoi de stupéfiants. Voire à la préparation d'un go-fast.

##### Moto Suzuki de grosse cylindrée utilisée à Montrouge
Les clés de contact et d'antivol d'une moto Suzuki de grosse cylindrée, un modèle GSX-R, sont aussi retrouvées sur le corps du tueur de la porte de Vincennes,,. Le deux roues est utilisé durant l'attentat de Montrouge et aperçu par plusieurs témoins. La moto sera localisée trois semaines après les attaques à Montrouge, à quelques pas du lieu où Amedy Coulibaly a tiré sur la policière municipale.
Le deux roues est immatriculé et appartient à la mère de Willy Prevost; celui-ci a acheté la moto d'occasion peu avant les faits.
C'est un garagiste de Villiers-sur-Orge qui lui explique comment désactiver le « tracker » de la moto (système électronique qui permet sa localisation en cas de vol).
La mère de Willy Prevost sera placée en garde à vue en février 2015 mais ressort le même jour. Elle nie avoir eu connaissance de l'utilisation du deux roues par Amedy Coulibaly et même de l'objet de l'achat de l'engin par son fils.

### Achat d'armes et du matériel militaire

#### Trafiquant d'armes de Charleroi
Le trafiquant, Metin Karasular (belge ou turc selon les sources), se rend à la police de Charleroi le 12 janvier 2015 pour confesser le rachat de la voiture d'Hayat Boumeddiene, comme détaillé précédemment. Il est surtout connu des services de police belges pour trafic d'armes, de stupéfiants, la tenue de salles de jeux clandestins et est également soupçonné d'être proche des séparatistes du PKK,.
Son avocat affirme qu'il n'y a pas eu d'échange contre des armes. C'est ce que cherche à déterminer la justice belge. Pourtant, des commandes d'armes saisies durant la perquisition et écrites de la main de Metin Karasular sont retrouvées durant la visite domiciliaire diligentée par la police. Elles attestent de la transaction, semble-t-il ancienne, des pistolets Tokarev, un calibre peu courant, du type utilisé lors des attentats de Fontenay-aux-Roses et de la porte de Vincennes, ainsi que de munitions de kalachnikov,.
En 2010, Coulibaly, Kouachi et Beghal avaient déjà fait appel au marché noir belge pour tenter de s'approvisionner en armes; il s'agissait alors de réaliser l'évasion, finalement avortée, de Smaïn Aït Ali Belkacem.

#### Réseau Claude Hermant
Parmi les armes achetées en Belgique, sept proviennent de Slovaquie. Claude Hermant, alors âgé de 51 ans, a été condamné (en première instance) pour avoir remilitarisé et vendu ces armes. Claude Hermant est une figure de la mouvance identitaire du Nord-Pas-de-Calais, un ancien du service d'ordre du Front national et mercenaire. Le journal Libération le soupçonne aussi d'être un informateur de la gendarmerie et des douanes. C'est également ce que l'intéressé proclame. Les armes d'Europe de l'Est sont expédiées à Anvers ou Rotterdam par une entreprise slovène. Elles arrivent finalement à Charleroi, dont certaines sont acquises par Amedy Coulibaly. Claude Hermant est incarcéré à Lille depuis janvier 2015, pour trafic d'armes en bandes organisées. Une source citée par la Voix du Nord précise « Claude Hermant ne connaissait pas forcément la destination finale des armes. Ça montrerait en tous cas la porosité entre certains milieux islamistes et du banditisme. ». Affichant xénophobie et régionalisme flamand, son avocat clame qu'il n'aurait jamais travaillé contre les intérêts de son pays. En mars 2017, Mediapart révèle que la justice aurait sciemment dissimulé les liens entre Hermant, indicateur de la gendarmerie, et Coulibaly. En 2002, soit 13 ans avant l'attaque, dans l'émission "90 minutes" sur Canal Plus, Paul Moreira et Philippe Lobjois avaient déjà révélé l'existence d'un réseau de trafic d'armes entre la Croatie et la France, dirigé par Claude Hermant.

#### Expanz slovaques
Les numéros de série des armes réquisitionnées prouvent qu'il s'agit d'armes démilitarisées (neutralisées) d'une armurerie slovaque, mais reconditionnées pour tirer de nouveau. Les armes ont toutes été vendues de façon légale, puisqu'il s'agit d'« expanz », terme slovaque qui désigne des armes neutralisées ne pouvant tirer que des balles à blanc. Une pièce d'identité suffit pour l'achat et un âge minimum de 18 ans. Une détention d'arme ou autorisation n'est pas nécessaire. De telles armes sont, à l’origine, de vraies armes létales qui sont neutralisées mécaniquement. Puisque inactives, elles ne sont destinées qu'à des collectionneurs, à être utilisées comme accessoires dans le milieu du cinéma ou lors de reconstitutions historiques, car seul l'usage des balles à blanc reste possible. 
En raison de la technique particulière de neutralisation employée en Slovaquie, il est très facile d'inverser le processus, même si c'est strictement illégal. Une modification de la chambre et du canon suffisent; elles peuvent être accomplies en deux heures. À l'inverse, la technique de neutralisation employée en Tchéquie est beaucoup plus contraignante. Il n'existe pas de règles communes à l'échelle européenne, que ce soit pour la convertibilité et la désactivation des armes à feu. La Commission européenne travaille alors à la rédaction d'une réglementation commune, qu'elle proposera aux états membres, avant la fin de 2015. 

### Communication discrète du terroriste
| Communication à distance | Support                                    | Support                     |
| ------------------------ | ------------------------------------------ | --------------------------- |
| Téléphonique             | Téléphones mobiles provisoires (13 lignes) | Téléphone de la compagne    |
|                          | Cabines téléphoniques                      |                             |
| Internet                 | Taxiphones                                 | Boîte courriel morte        |
|                          | Sites de jeux en ligne ?                   | Sites pédopornographiques ? |

#### Multiplication des lignes téléphoniques
Amedy Coulibaly pourrait avoir planifié ses actions terroristes dès le mois de novembre 2014. Au cours des cinq mois qui ont précédé les attentats, il dispose alors de 13 numéros de téléphone et utilise régulièrement 8 de ses lignes. Chaque numéro est consacré à un seul interlocuteur afin d'empêcher l'identification de l'ensemble de son réseau par la police. Pour entrer en contact avec ses interlocuteurs, Amedy Coulibaly n'utilise pas de portable à son nom, mais des téléphones mobiles provisoires, ou alors il privilégie les cabines téléphoniques et les taxiphones. Ces pratiques sont courantes dans le banditisme.
Quelques jours avant de passer à l'acte, il coupe la communication de la plupart des téléphones portables.

#### Boîte courriel morte
Il utilise une « boîte mail morte » : les deux interlocuteurs disposent de codes régulièrement modifiés, ils consultent des messages mis en brouillon avant de les détruire sans les envoyer. Amedy Coulibaly a un ultime échange en fin d'après-midi le 8 janvier, entre l'assassinat de Montrouge et l'attaque de l'Hyper Cacher, avec un correspondant à ce jour non identifié.

#### Déviants sexuels ou messagerie sécurisée
La présence de clichés pédopornographiques retrouvés par la police dans les ordinateurs d'Amedy Coulibaly et de Chérif Kouachi en 2010 pourrait cacher un système de messagerie « sécurisée » destinée à faire échapper leurs échanges aux services de renseignement. Les policiers de la sous-direction anti-terroriste trouvent alors cinq de ces clichés dans l'ordinateur portable d'Amedy Coulibaly et trente-sept dans celui de Chérif Kouachi, que l'apprenti terroriste cherche à effacer sans parvenir à en masquer les traces. Les deux individus n'ont aucun passé de délinquance sexuelle à leur actif. À cette époque, les policiers perquisitionnent pour la tentative d'évasion de Smaïn Aït Ali Belkacem,.
À la lumière des attentats de Charlie Hebdo et de la prise d'otage sanglante de Vincennes, les enquêteurs se demandent si les images pédopornographiques ne sont pas des traces de leur navigation sur des sites internet pornographiques, qui serviraient de boîte de messagerie discrète. Une source proche des services de renseignement précise : « on a déjà vu des apprentis-terroristes se parler sur des sites de jeux en ligne pour déjouer la surveillance de leurs mails et de leurs communications téléphoniques ».